# Bruzual (paroisse civile)
Pour les articles homonymes, voir Bruzual.
Bruzual est l'une des deux paroisses civiles de la municipalité d'Urumaco dans l'État de Falcón au Venezuela. Sa capitale est San José de Bruzual.

## Géographie

### Démographie
Hormis sa capitale San José de Bruzual, la paroisse civile comporte plusieurs localités dont :
- El Saruro
- Mire
- San José de Bruzual